# 符桂花
符桂花（1948年—），海南白沙人，黎族，中华人民共和国政治人物、第十一届全国人民代表大会海南地区代表。
毕业于海南省委党校党政管理专业，是中共党员。担任海南省人大常委会副主任。2008年，担任全国人大常委会委员、全国人大民族委员会委员。